# Forchbahn Be 4/4
De Forchbahn Be 4/4 is een elektrisch treinstel bestemd voor het regionaal personenvervoer van de Forchbahn (FB).

## Geschiedenis
Het treinstel werd door Schindler Waggon (SWP), Schweizerische Industrie-Gesellschaft (SIG) en ABB Baden als versterking van treinen van het type Be 8/8 en ter vervanging van de BDe 4/4 11–14 (1959), 15–16 (1966).

## Constructie en techniek
Het treinstel is opgebouwd uit een stalen frame. Het treinstel bezit een cabine en kan daarom alleen functioneren in combinatie met een soortgenoot van het type Be 8/8 en Be 4/4 in de andere richting. Deze treinstellen kunnen tot drie stellen gecombineerd rijden.

### Elektrische tractie
Het traject in het stadsgebied van de VBZ werd geëlektrificeerd met een spanning van 600 volt gelijkstroom en op het traject van Zürich Rehalp naar Esslingen van de Forchbahn werd geëlektrificeerd met een spanning van 1200 volt gelijkstroom.

## Treindiensten
De treinen worden door de Forchbahn (FB) in gezet op het traject:
- Zürich - Esslingen, Forchbahn

## Foto's

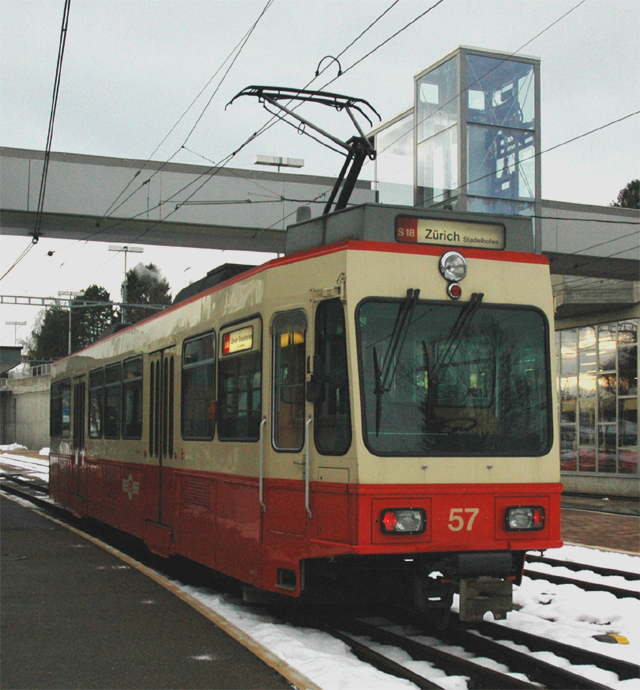
Forchbahn Be 57 op 3 januari 2006 te Forch